# Quintillan
Quintillan (okzitanisch Quintilhan) ist eine Gemeinde mit 57 Einwohnern (Stand 1. Januar 2022) in Frankreich. Sie liegt im Département Aude in der Region Okzitanien und ist Teil des Gemeindeverbandes Communauté de communes Région Lézignanaise, Corbières et Minervois. Die Einwohner der Gemeinde werden Quintillanais genannt.

## Lage
Quintillan liegt in der geographischen Region Corbières. Das Gemeindegebiet ist Teil des Regionalen Naturparks Corbières-Fenouillèdes.
Ein Teil der landwirtschaftlichen Flächen dient dem Weinbau und die Weinberge liegen innerhalb der geschützten Herkunftsbezeichnung Corbières.

## Bevölkerungsentwicklung
| Jahr      | 1962 | 1968 | 1975 | 1982 | 1990 | 1999 | 2007 | 2016 |
| --------- | ---- | ---- | ---- | ---- | ---- | ---- | ---- | ---- |
| Einwohner | 72   | 94   | 80   | 91   | 55   | 55   | 60   | 58   |

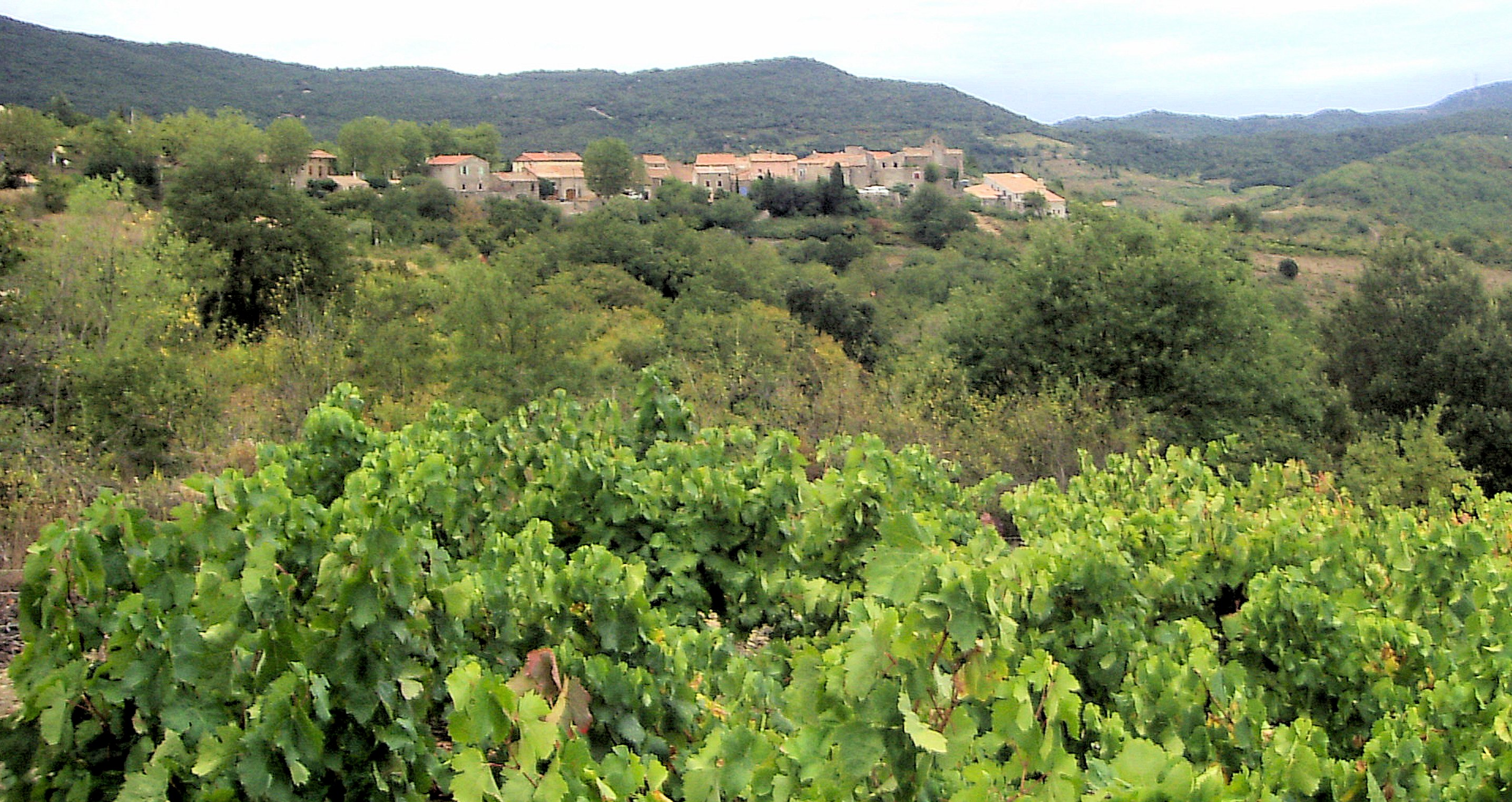
Blick auf Quintillan
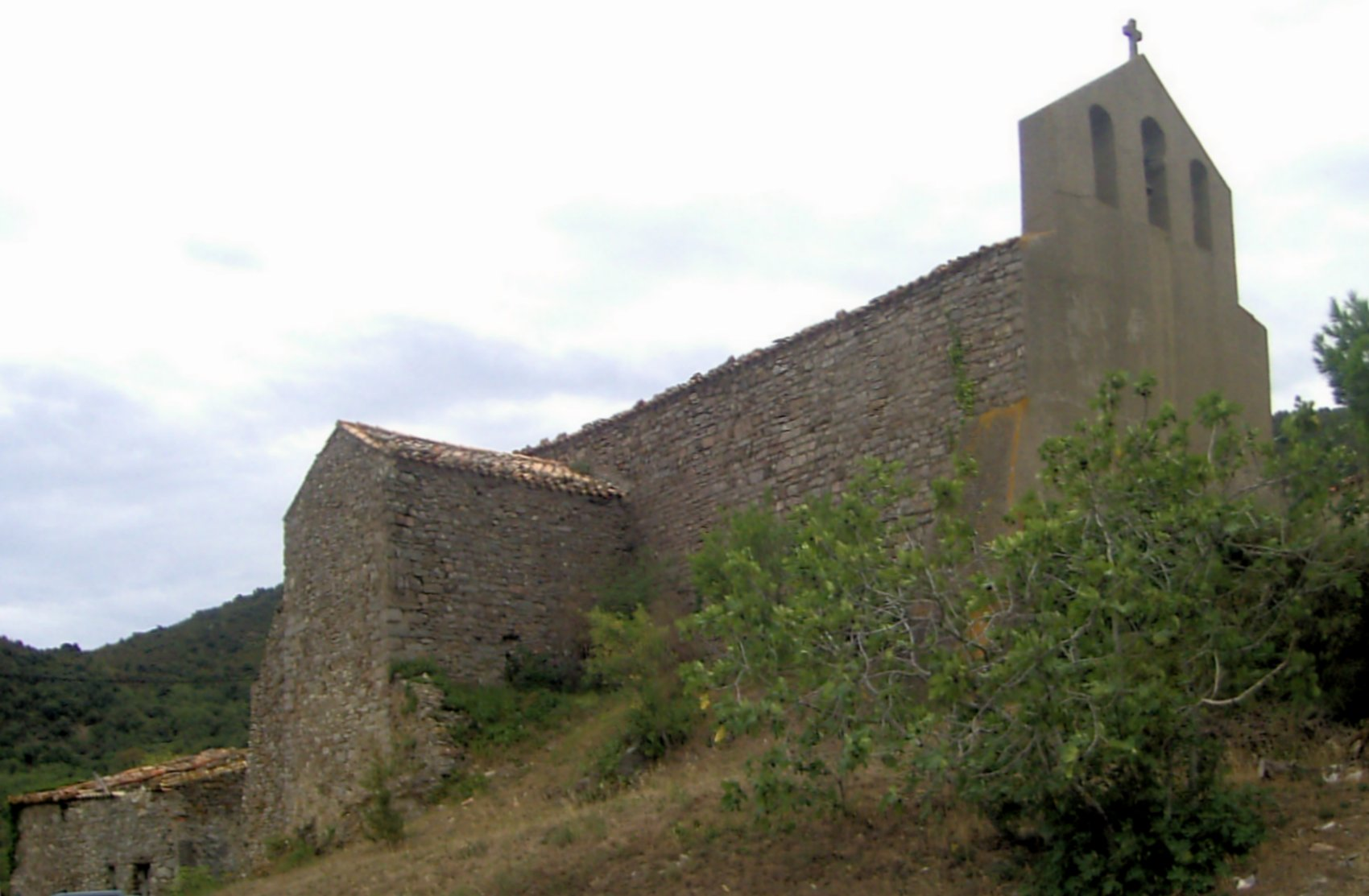
Kirche St. Magdalena